# Tapian Nauli III (Tapian Nauli)
Tapian Nauli III is een bestuurslaag in het regentschap Midden-Tapanuli van de provincie Noord-Sumatra, Indonesië. Tapian Nauli III telt 2034 inwoners (volkstelling 2010).